# NGC 7344
NGC 7344 este o galaxie situată în constelația Vărsătorul. A fost descoperită în 1 octombrie 1864 de către Albert Marth. Se află la o distanță de 83,18 de megaparseci de Pământ.